# Россон, Ричард
Ри́чард Ро́ссон (англ. Richard Rosson) — английский актёр, акробат и певец.

## Биография
Ричард окончил «University of Northampton».

## Карьера
Ричард является британским артистом на воздушном шаре, отошедшим от дел акробатом, актёром и учителем йоги. Он появился на различных телевизионных шоу, в том числе на шоу «Channel 4 News» «Шоу Ричард и Джуди» и в детском субботнем утреннем шоу «Дик и Дом в Да Бунгало». Россон также появился в журналах «The Daily Mail», «The Guardian», «TNT» и других. Ричард также бас-гитарист, а также выступал в музыкальных шоу рок и фанк музыки.
В 2005 году Ричард сыграл роль пожирателя смерти Эйвери в фильме «Гарри Поттер и Кубок огня».

## Фильмография
| Год  |   | Русское название          | Оригинальное название               | Роль                     |
| ---- | - | ------------------------- | ----------------------------------- | ------------------------ |
| 2005 | ф | Гарри Поттер и Кубок огня | Harry Potter and the Goblet of Fire | пожиратель смерти Эйвери |
| 2010 | ф | Первые люди на Луне       | The First Men in the Moon           | Селенит                  |